# Muhlenbergia subaristata
Muhlenbergia subaristata är en gräsart som beskrevs av Jason Richard Swallen. Muhlenbergia subaristata ingår i släktet muhlygräs, och familjen gräs. Inga underarter finns listade i Catalogue of Life.